# Smålands runinskrifter 42

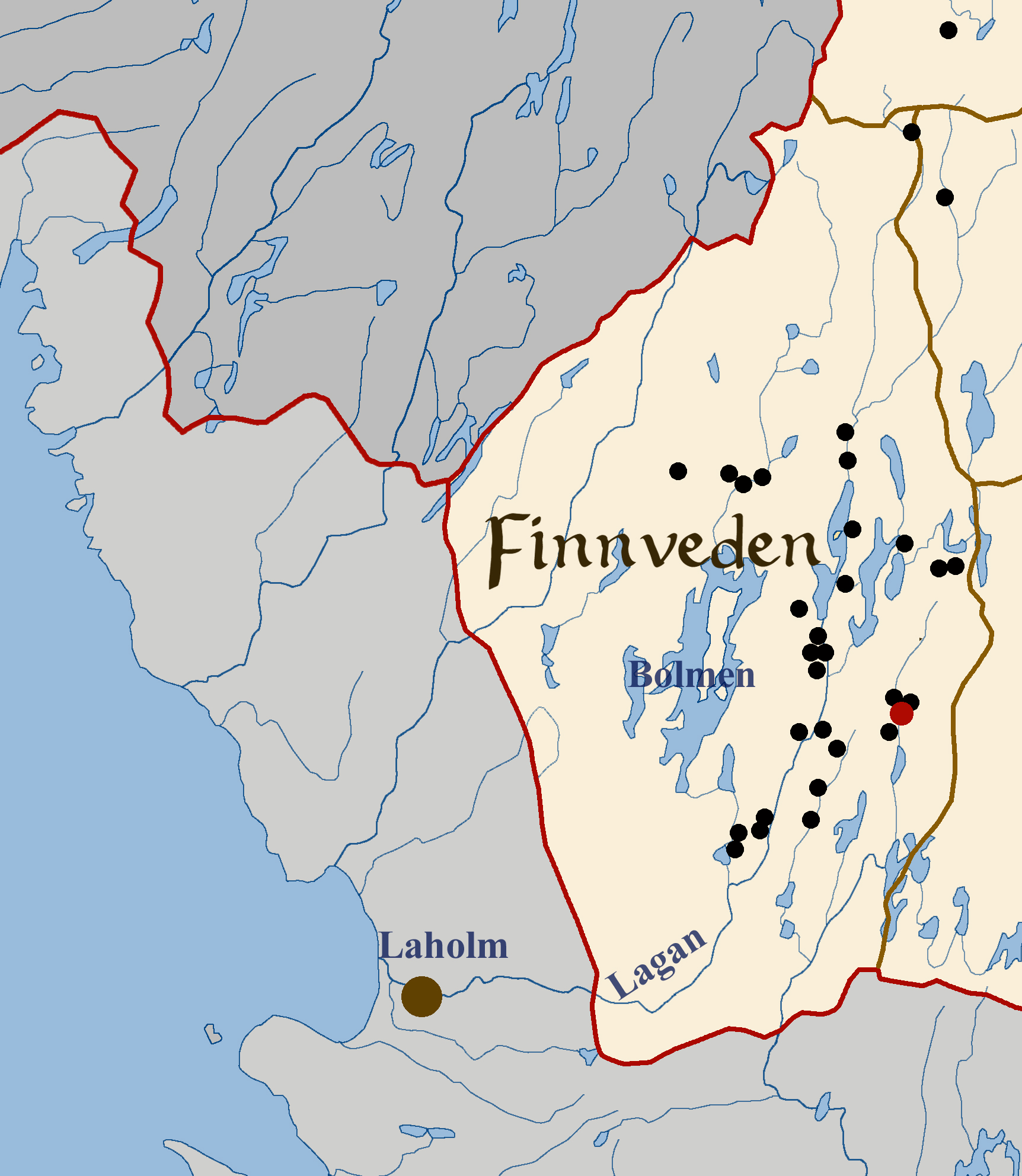
Karta över runstenarna i Finnveden. Haraldstenen markerad med rött.

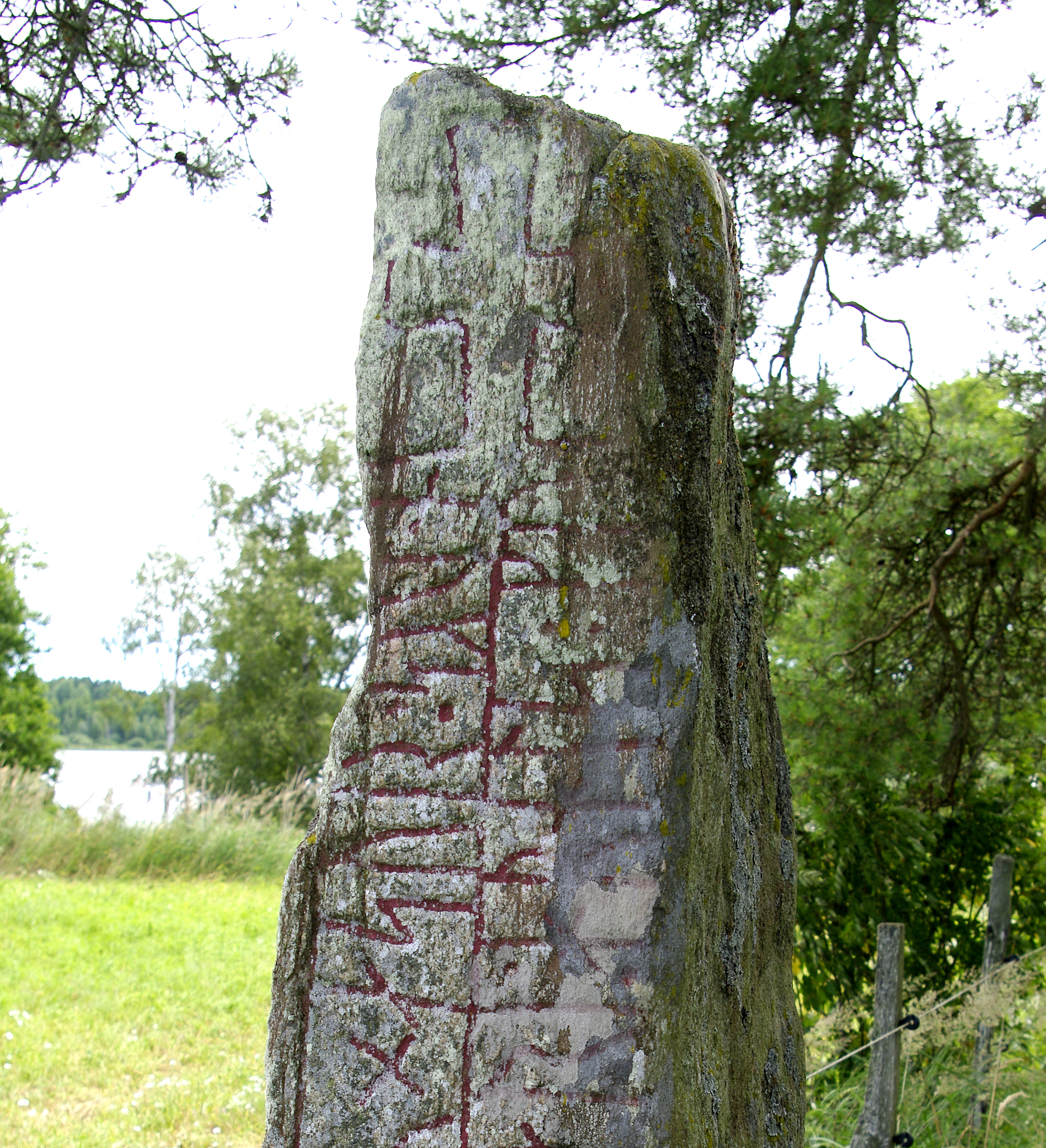
Det kristna korset överst på runstenen.

Runinskrift Sm 42, Tunastenen eller Haraldstenen, är ristningen på en runsten som står på en höjdsträckning i Tuna och i nära anslutning till Ryssbysjöns strand. Sjön som ingår i Helge ås huvudavrinningsområde ligger strax öster om Lagans vattenområde i västra Småland. På samma höjdsträckning ligger söder om runstenen två vikingatida gravfält, omfattande åtta respektive tretton mindre gravhögar.
Runstenens text lyder enligt inskriften nedan:

## Inskriften
Translitterering av runraden:
tumi × risti : stin : þansi : iftiʀ × asur : ¶ bruþur × sin × þan : aʀ : uaʀ : s͡kibari : hrhls : ku¶nuks
Normalisering till runsvenska:
Tumi/Tummi/Domi ræisti stæin þannsi æftiʀ Assur, broður sinn, þann eʀ vaʀ skipari Haralds kunungs.
Översättning till nusvenska:
Tumme reste sten denna efter Özur, broder sin. Han var Harald konungs skeppare.

## Tolkningar
Mansnamnet Tumme är ovanligt i området för det gamla Sverige men förekommer däremot ofta i danska runskrifter. Bland de skånska runskrifterna ligger till exempel namnet på andra plats i antal omnämnanden. I tidigare tolkningar har man med tvekan menat att den kung Harald som stenen omtalar skulle ha varit Harald Harfot, en engelsk kung som regerade 1037-1040. Enligt senare forskning och typologisk rangordning av de svenska runstenarna tillhör emellertid stenen med sina raka textrader och avsaknad av ornamentik, förutom ett kristet kors, ett äldre skede. Den tillhör stilen RAK vilken sätts till 980-1015 e.Kr (se mer i artikeln Runstensstilar). Stilen är dominant i det danska kulturområdet men återfinns också med sina speciella korssymboler i Småland och Västergötland.
Den relativt höga och mycket smala stenen har endast försetts med text på en av smalsidorna. Eventuellt kan detta bero på att stenens stora flata sida varit bemålad. Några spår efter bemålning finns dock inte kvar.
I närområdet finns ytterligare två runstenar, varav den ena endast är bevarad som fragment. Den helt bevarade, den så kallade Ryssbystenen var sekundärt inmurad i den tidigare, medeltida kyrkans mur. Stenen är troligtvis huggen av samme runristare som Haraldstenen.
Som framgår av kartan över Finnveden med områdets runstenar inlagda finns merparten av runstenarna utmed ån Lagan medan Bolmenområdet helt saknar runstenar. Utifrån bland annat fornlämningsbeståndet och arkeologiska resultat har man därför menat att Bolmen med Bolmsö varit ett centralområde i Finnveden under den äldre järnåldern men att denna tyngdpunkt under sen vikingatid flyttat mot Laganområdet, öster om Bolmen.
Den kung Harald som omtalas på runstenen bör vara den danske kungen Harald Blåtand. Harald kom från Jylland men erövrade under 970- och 980-talen resten av Danmark med västra och södra delarna av Skåne. Han lade också under sig södra Norge. I de erövrade områdena anlades speciella ringborgar, så kallade trelleborgar. En sådan kan ha funnits i nuvarande Laholm nära Lagans mynning. Här fanns under sen vikingatid en stor köpingeort, det vill säga en internationell handelsplats.